# Templo de Juno Sóspita (Palatino)
O Templo de Juno Sóspita ("Salvadora") foi um antigo templo romano no Monte Palatino, em Roma, possivelmente datado de 338 a.C.
Provavelmente era um termo para um pequeno santuário adjacente ao Templo de Magna Mater (registrado por Ovídio), partes do qual permanecem no opus reticulatum da era de Augusto, embora a maioria dos restos pertença a uma restauração de Adriano.
Uma interpretação minoritária é que "Templo de Juno Sóspita" era outro termo para o auguráculo do Templo de Magna Mater.